# Tupolev Tu-75
Le Tupolev Tu-75 est la version de transport militaire du bombardier Tupolev Tu-4.